# Luminosity Gaming

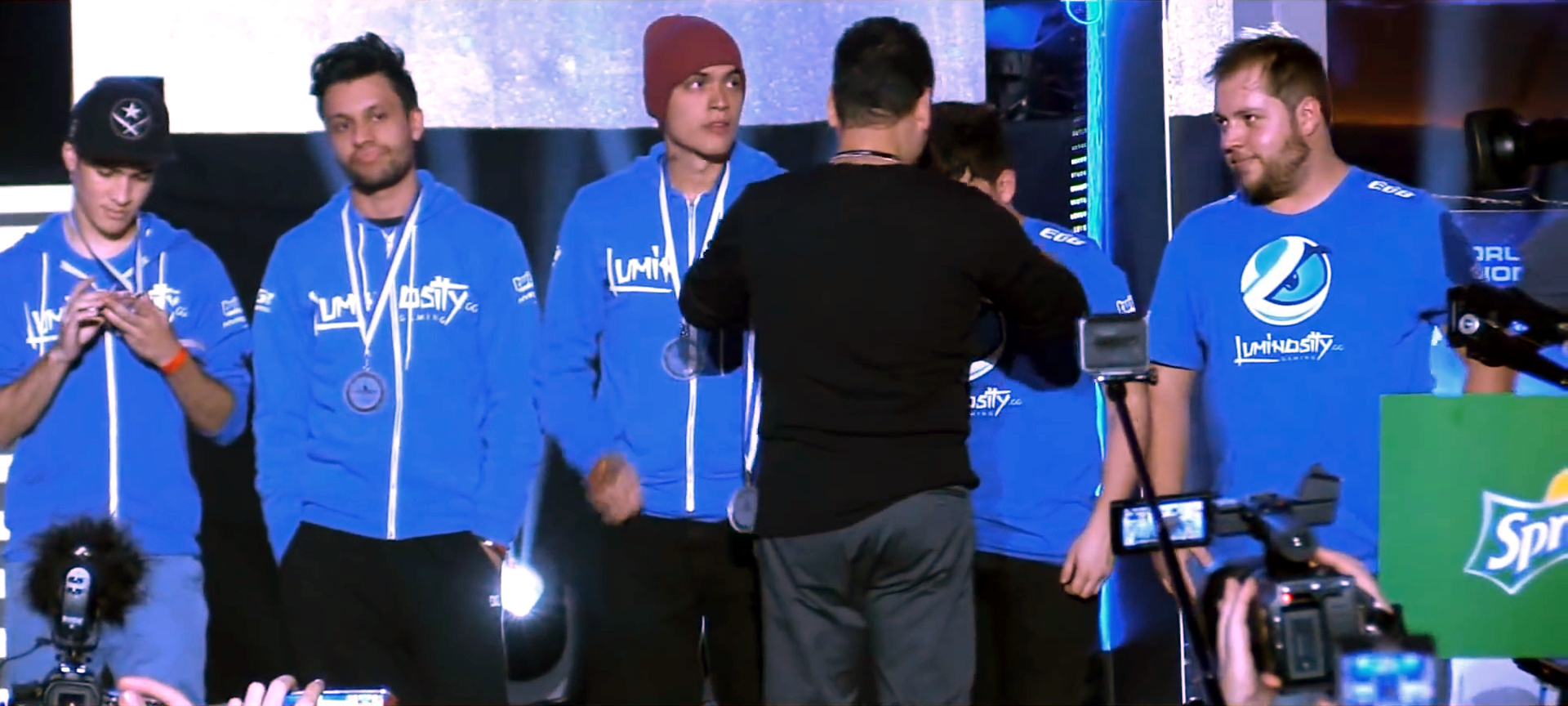
Luminosity Gaming erreicht Platz zwei bei der IEM X – World Championship

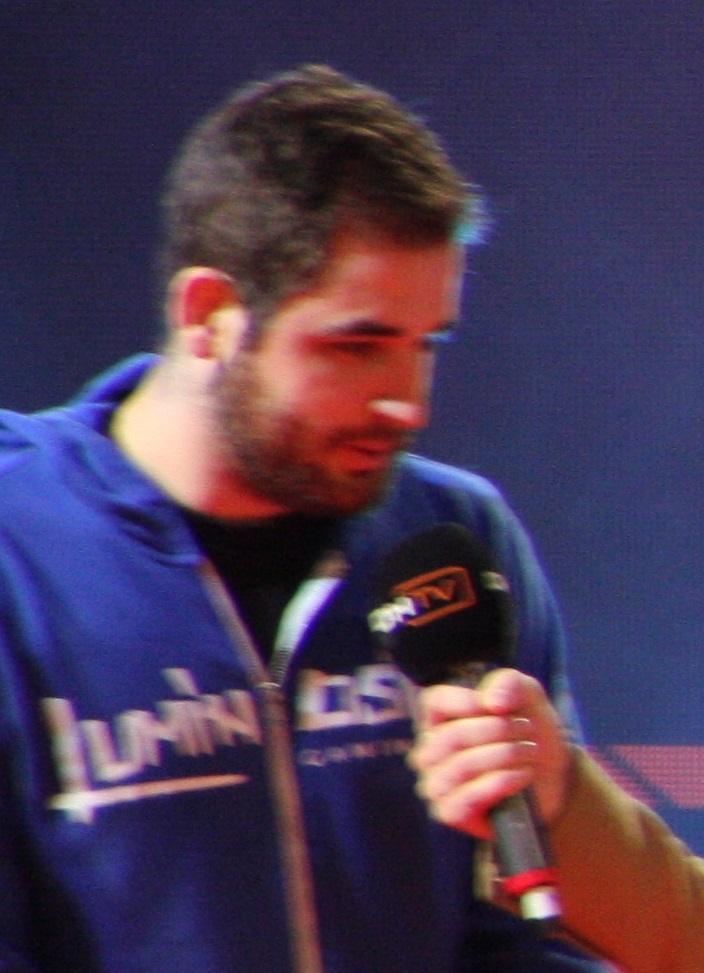
Gabriel „FalleN“ Toledo bei der DreamHack Leipzig 2016

Luminosity Gaming ist eine E-Sport-Organisation mit Sitz in Toronto. Sie wurde im Februar 2015 von Steve „Buyaka“ Maida gegründet. Die größten Erfolge erreichte die Organisation in der Disziplin Counter-Strike: Global Offensive.

## Counter-Strike: Global Offensive
Luminosity Gaming nahm am 27. Februar 2015 die nordamerikanischen Spieler des Teams Mythic unter Vertrag. Bis zu deren Entlassung gab es unter diesem Lineup mehrere Wechsel, wobei auch die Schweden Jacob „pyth“ Mourujärvi und Jonatan „Devilwalk“ Lundberg zeitweise für Luminosity spielten. Größter Erfolg des nordamerikanischen Teams war der dritte Platz in der nordamerikanischen Liga der ESL ESEA Pro League Season 1. Am 29. Juli 2015 entließ LG ihr altes Lineup und verpflichtete noch am gleichen Tag die brasilianischen Spieler des Teams „Keyd Stars“. Das Lineup etablierte sich zunehmend auf internationaler Ebene und feierte noch im Jahr 2015 den Finaleinzug auf der von FACEIT finanzierten DreamHack Winter 2015. Im ersten Quartal des Jahres 2016 gelangen den Brasilianern weitere Finalteilnahmen auf der DreamHack Leipzig 2016 und auf der zehnten World Championship der ESL Intel Extreme Masters. Anfang April konnte Luminosity Gaming als erstes nichteuropäisches Team ein Major in Counter-Strike: Global Offensive gewinnen. Im Finale der MLG Major Championship: Columbus 2016 gewannen die Brasilianer gegen Natus Vincere. Zum 1. Juli 2016 wechselte das komplette Lineup zu SK Gaming.
Zum Ende des Monats Juli stellte Luminosity 2016 ein neues brasilianisches Team rund um Bruno „bit“ Lima vor. Lima musste im September 2016 zusammen mit Renato „nak“ Nakano wieder verlassen. Sie wurden durch Gustavo „SHOOWTiME“ Gonçalves und Bruno „shz“ Martinelli ersetzt.
| Lineup auf den Offline-Finals der ESL ESEA Pro League Season 1 | Lineup auf der MLG Columbus 2016 | aktuelles Lineup              |
| -------------------------------------------------------------- | -------------------------------- | ----------------------------- |
| Alexander „LeX“ Deily                                          | Fernando „fer“ Alvarenga         | Lucas „destiny“ Bullo         |
| Peter „ptr“ Gurney                                             | Marcelo „coldzera“ David         | Vinicios „PKL“ Coelho         |
| Keith „NAF-FLY“ Markovic                                       | Tacio „TACO“ Filho               | Gustavo „yeL“ Knittel         |
| Jacob „pyth“ Mourujärvi                                        | Lincoln „fnx“ Lau                | Gustavo „SHOOWTiME“ Gonçalves |
| Todd „anger“ Williams                                          | Gabriel „FalleN“ Toledo          | Bruno „shz“ Martinelli        |

### Erfolge (Auszug)
| Datum     | Platz   | Turnier                                                  | Preisgeld |
| --------- | ------- | -------------------------------------------------------- | --------- |
| Juni 2015 | 3.      | ESL ESEA Pro League Season 1 NA Division                 | 015.000 $ |
| Aug. 2015 | 5. – 8. | ESL One Cologne 2015                                     | 010.000 $ |
| Nov. 2015 | 5. – 8. | DreamHack Cluj-Napoca 2015                               | 010.000 $ |
| Nov. 2015 | 2.      | ESL ESEA Pro League Season 2 NA Division                 | 016.500 $ |
| Nov. 2015 | 2.      | FaceIT League 2015 Stage 3 auf der DreamHack Winter 2015 | 050.000 $ |
| Dez. 2015 | 5. – 6. | ESL ESEA Pro League Season 2 Finals                      | 012.500 $ |
| Jan. 2016 | 3. – 4. | Star Ladder i-League StarSeries XIV Finals               | 020.000 $ |
| Jan. 2016 | 2.      | DreamHack Leipzig 2016                                   | 020.000 $ |
| März 2016 | 2.      | IEM X – World Championship                               | 044.000 $ |
| Apr. 2016 | 1.      | MLG Major Championship: Columbus 2016                    | 500.000 $ |
| Mai 2016  | 1.      | DreamHack Austin 2016                                    | 050.000 $ |
| Mai 2016  | 1.      | ESL Pro League Season 3 Finals                           | 200.000 $ |
| Juni 2016 | 2.      | Esports Championship Series Season 1 – Finals            | 125.000 $ |